# Porslinshyacinter
Porslinshyacinter (Puschkinia) är ett släkte av sparrisväxter. Porslinshyacinter ingår i familjen sparrisväxter.
Kladogram enligt Catalogue of Life:
| Porslinshyacinter | \| \| Puschkinia peshmenii \| \| \| \| \| \| porslinshyacint \| \| \| \| |
|                   | \| \| Puschkinia peshmenii \| \| \| \| \| \| porslinshyacint \| \| \| \| |
|                   | Puschkinia peshmenii                                                     |
|                   |                                                                          |
|                   | porslinshyacint                                                          |
|                   |                                                                          |

## Bildgalleri

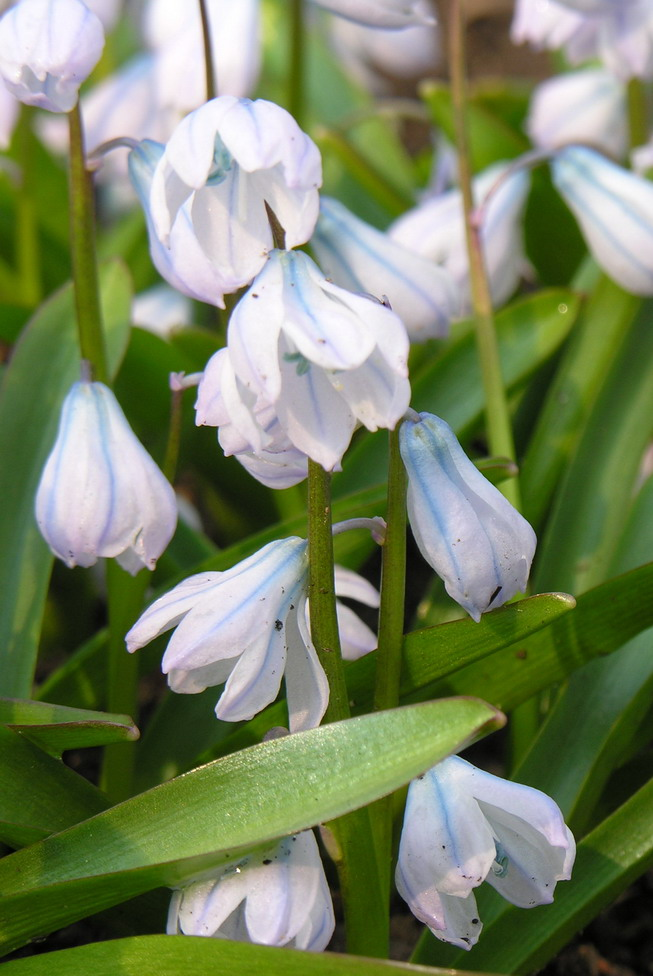
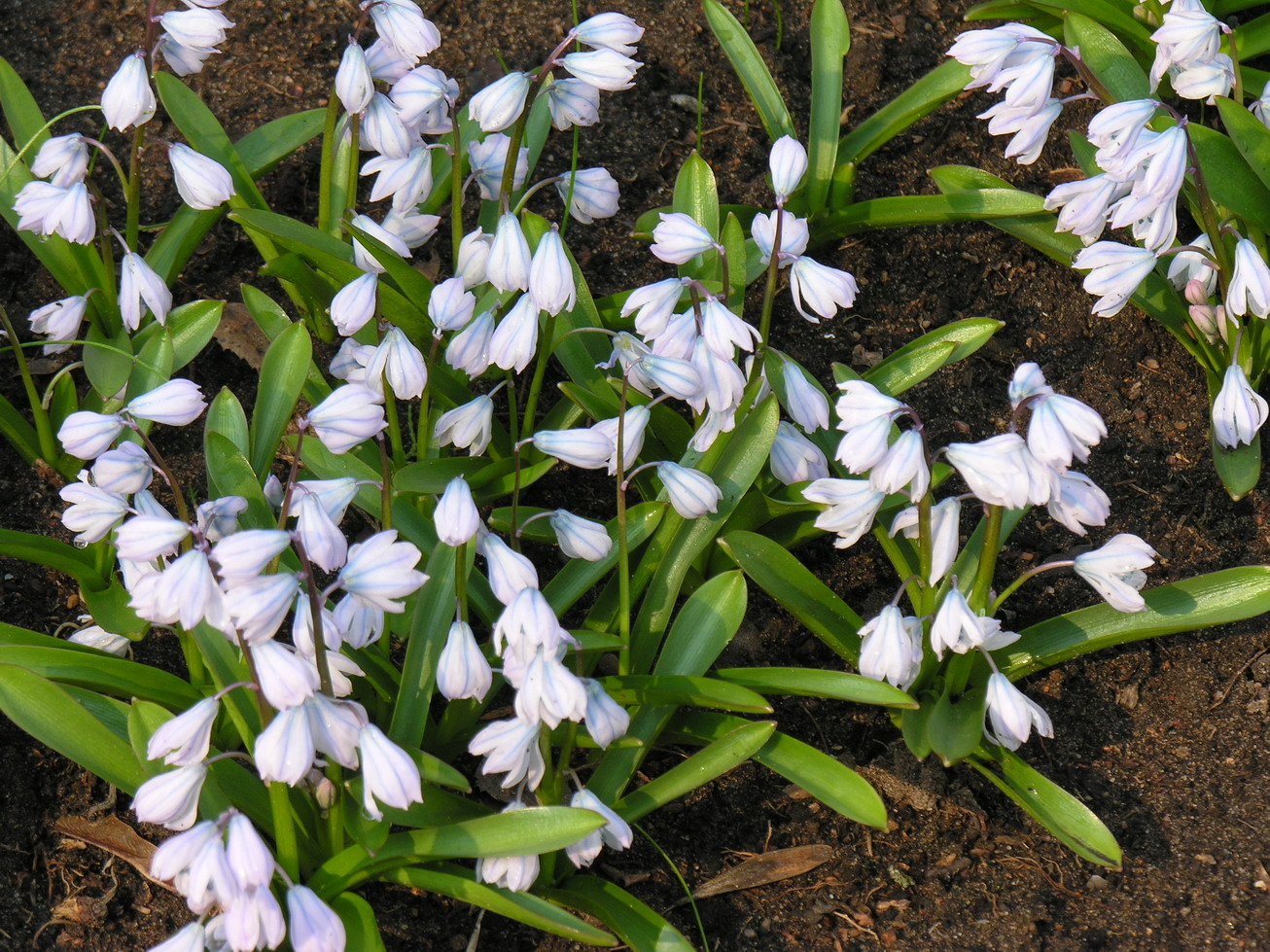
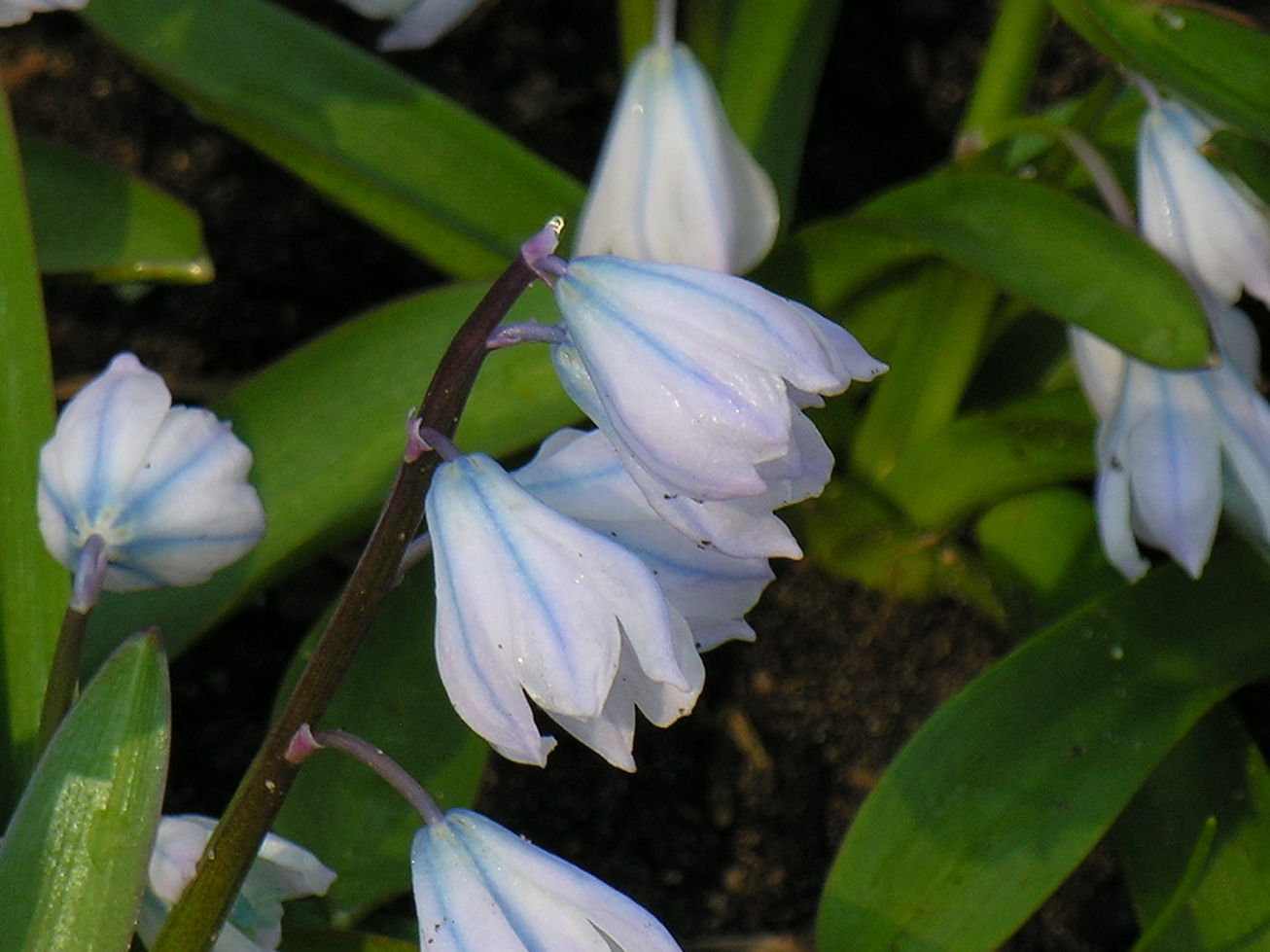
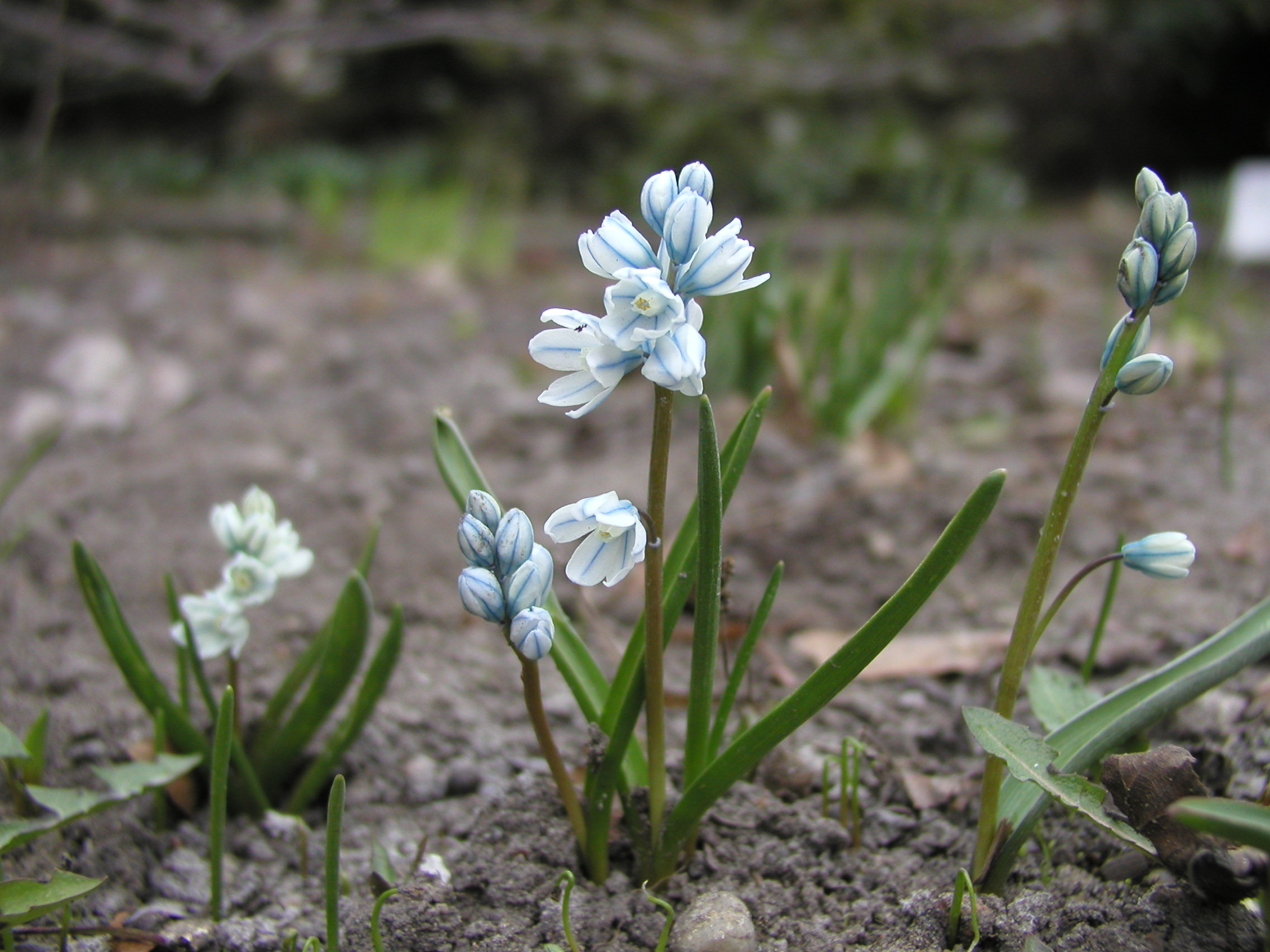
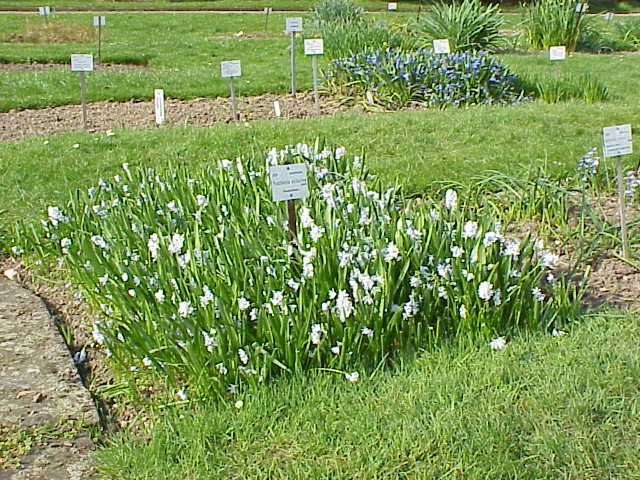
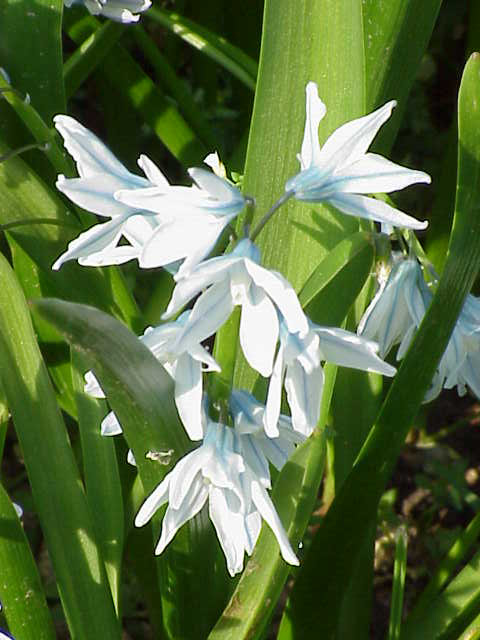